# Каушайте, Анета
 Анета Каушайте  (лит. Aneta Kaušaitė) (род. 30 ноября 1970, Шяуляй, Литовская ССР, СССР) — литовская баскетболистка, выступавшая в амплуа защитника. Чемпионка Европы 1997, награждена Медалью ордена Великого князя Литовского Гядиминаса. Первая литовская баскетболистка, выступавшая в ВНБА.

## Биография
Анета Каушайте родилась Шяуляе, имеет сестру близнеца — Юргиту. После первых шагов в профессиональном баскетболе в Литве, в 1994 году Анета поехала в США учиться в Академии Эмпория Стэйт. Успешное выступление за студенческую команду «Эмпория Стэйт Хорнетс» в Центрально-американском студенческом дивизионе не осталось без внимания Литовской федерации баскетбола и Анета, как и её сестра Юргита, получила предложение выступить за сборную Литвы на чемпионате Европы — 1997, где стала обладательницей «золотой» медали. На турнире она приняла участие в 3 играх в групповом турнире, имея следующие показатели: 1,3 очка, 0,7 подбора, 0,3 передачи в среднем за матч. Следующее и последнее выступление за сборную было 24.11.1999 г. в отборочном соревновании к чемпионату Европы против сборной Дании (4 очка, 2 подбора)
В 1998 году Анета выступала за команду ВНБА «Детройт Шок», является первой литовской баскетболисткой участвующей в заокеанском чемпионате. Провела 10 матчей, при этом набирала 1,4 очка, 1,1 подбора, 0,1 передач за игру.
После окончания обучения в США Анета отправилась выступать в Финляндию, где и закончила карьеру баскетболистки. В первом же сезоне в чемпионате Финляндии она была признана лучшим иностранным игроком турнира.
За 10 лет выступлений в Финляндии, с перерывом на 1 год, Анета завоевала «серебряную» и «бронзовую» медаль, двукратная обладательница кубка Финляндии, причём в обоих финальных матчах она играла против своей сестры — Юргиты и в обоих случаях она набирала больше очков (в 2002 — 25 против 19, 2003 — 21 против 13).
После окончании карьеры Анета осталась жить в Финляндии, занимается бизнесом.

## Достижения
- Чемпион Европы: 1997
- Серебряный призёр чемпионата Финляндии: 2003
- Бронзовый призёр чемпионата Финляндии: 2004
- Обладатель  кубка Финляндии: 2002, 2003